# Kvarntjärnen (Trehörningsjö socken, Ångermanland, 707378-165347)
Kvarntjärnen är en sjö i Örnsköldsviks kommun i Ångermanland och ingår i Lögdeälvens huvudavrinningsområde. Sjöns area är 0,012 kvadratkilometer och den är belägen 180 meter över havet.